# 7è districte de Lió
El 7è districte (arrondissement) de Lió és un del nou districtes de la ciutat de Lió.
La Llei del 8 de març de 1912 va dividir el 3r districte en dues parts, convertint-se el sud en el 7è districte, incloent l'anomenat districte de La Mouche. Aquest últim va trobar els seus límits actuals després del despreniment de la seva part oriental per a la creació del vuitè districte (ordenança del 19 de febrer de 1959).
Nombroses inundacions del Roine van marcar la història de la riba esquerra del riu fins al desenvolupament dels dics i els molls del Roine després de la catastròfica inundació del 1852.

## Geografia
Té una superfície de 975 ha.
El 7è districte es troba entre el Roine (a l'oest), el curs Gambetta al nord, el 8è districte a l'est i la ciutat de Saint-Fons al sud. És el districte més gran de Lió. Es troba en un territori gairebé pla, la plana al·luvial del Roine.
Aquesta zona és servida per les línies B i D del metro.

### Places i carrers
- Rue de Créqui
- Rue Duguesclin
- Rue Garibaldi
- Rue de l'Université

### Barris
- La Guillotière (Part del nord)
- Jean Macé
- Gerland

## Activitats culturals
- Parc de Gerland
- Stade de Gerland